# Hermann Rexhausen

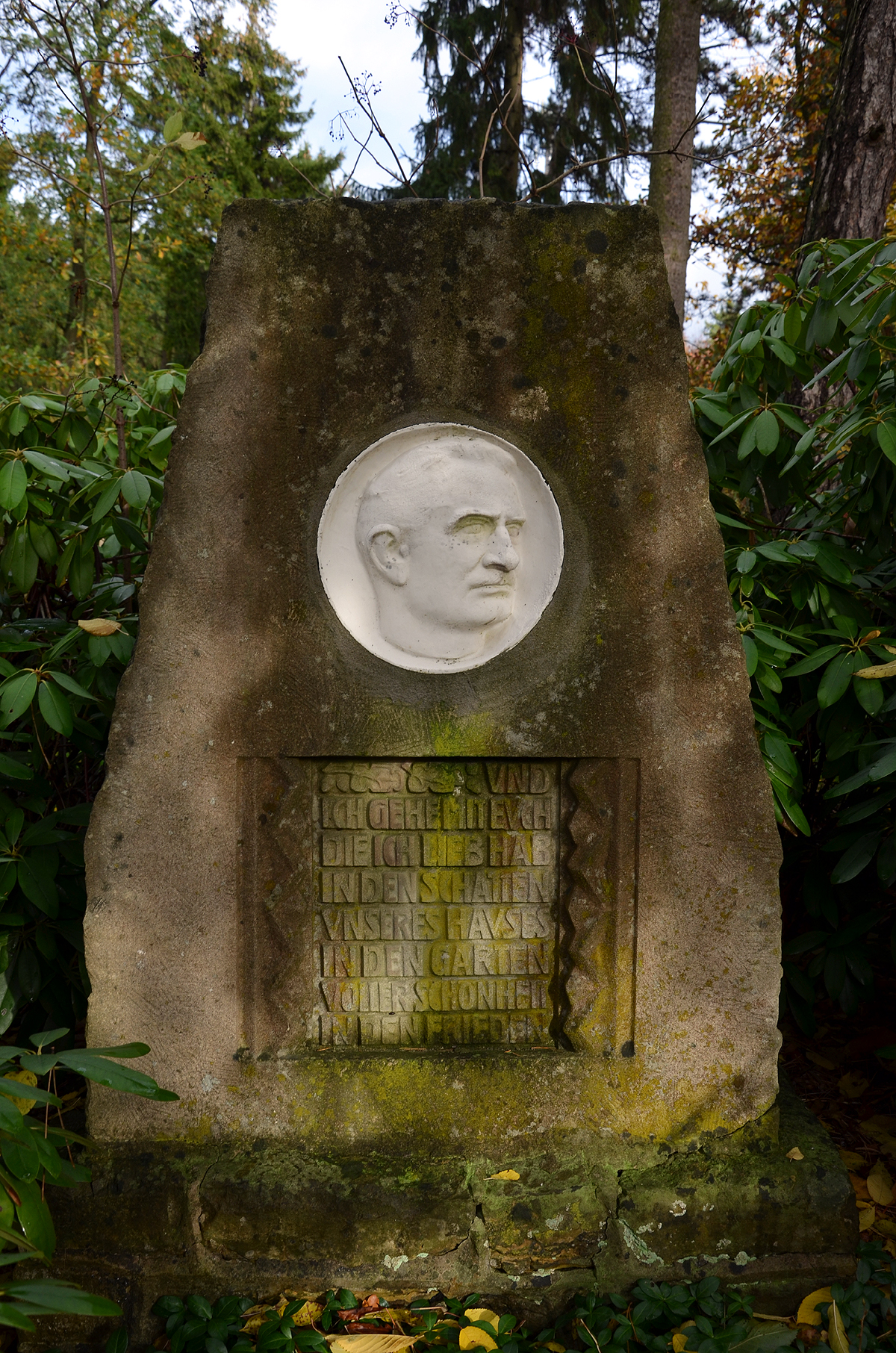
Gedenkstein mit einem Gedicht frei nach Otto Julius Bierbaum

Hermann Rexhausen (* 1876; † 1923) war ein deutscher Unternehmer für Möbelbau und Innenausbau in Hannover. Er war Freimaurer und Bauherr des (heutigen) Kulturdenkmals Hermannshof in Völksen.

## Leben

### Familie
Herrmann Rexhausen war der Sohn von Heinrich Rexhausen († 1901), der 1886 in Hannover eine Tischlerei gründete. Er war verheiratet mit Hertha, mit der er die Tochter Hanna († um 1929) hatte. Unter der Adresse der späteren Fabrik für Holzbearbeitung wohnte noch Anfang der 1960er-Jahre der Architekt und Weltrekord-Ballonfahrer Gerd Sophus Rexhausen (1906–1971).

### Unternehmen
Nach dem Tod seines Vaters übernahm Hermann Rexhausen 1901 den Familienbetrieb und baute ihn zur Hermann Rexhausen, Fabrik für Holzbearbeitung am Standort Celler Straße 35/36 kontinuierlich aus.

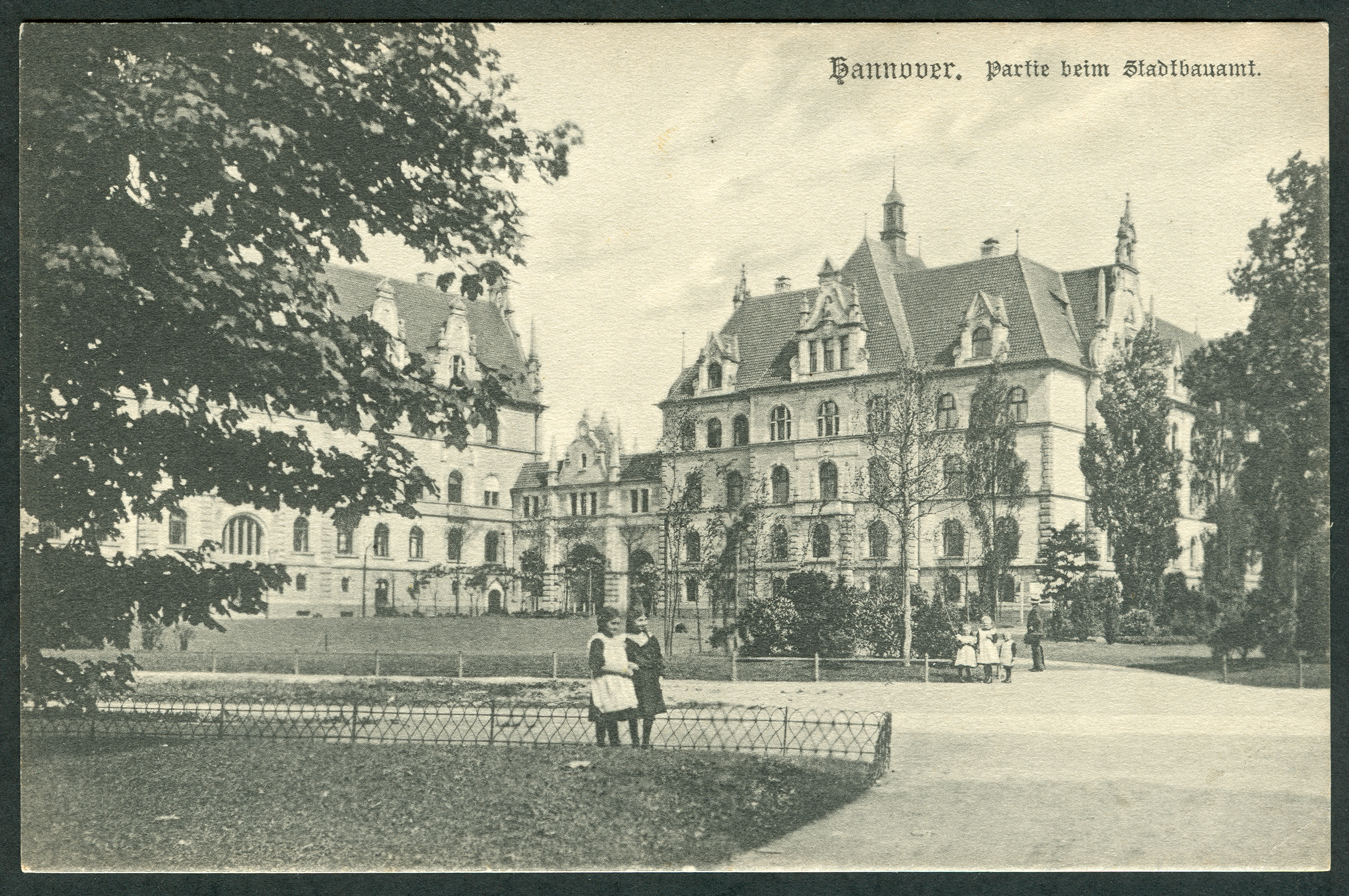
Ausbau des ehemaligen Stadtbauamts in Hannover
Ansichtskarte Nr. 1053, Karl F. Wunder, um 1905

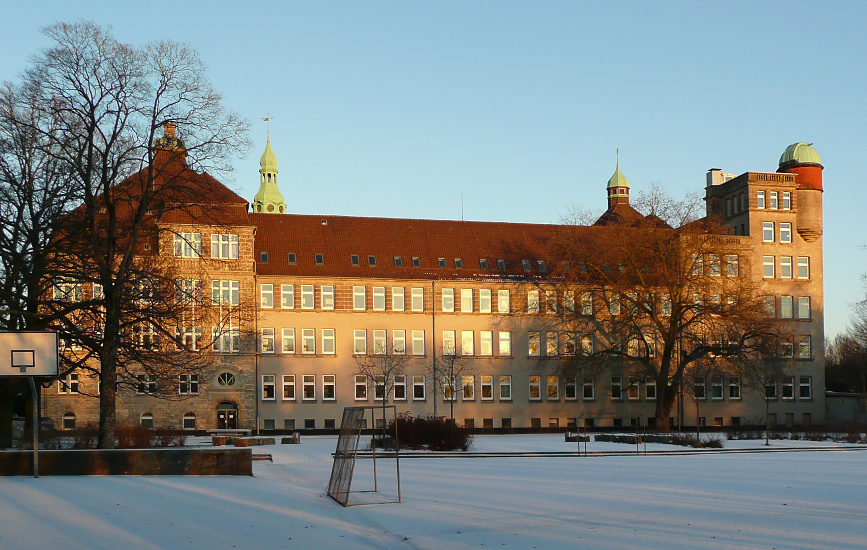
Bismarckschule in Hannover

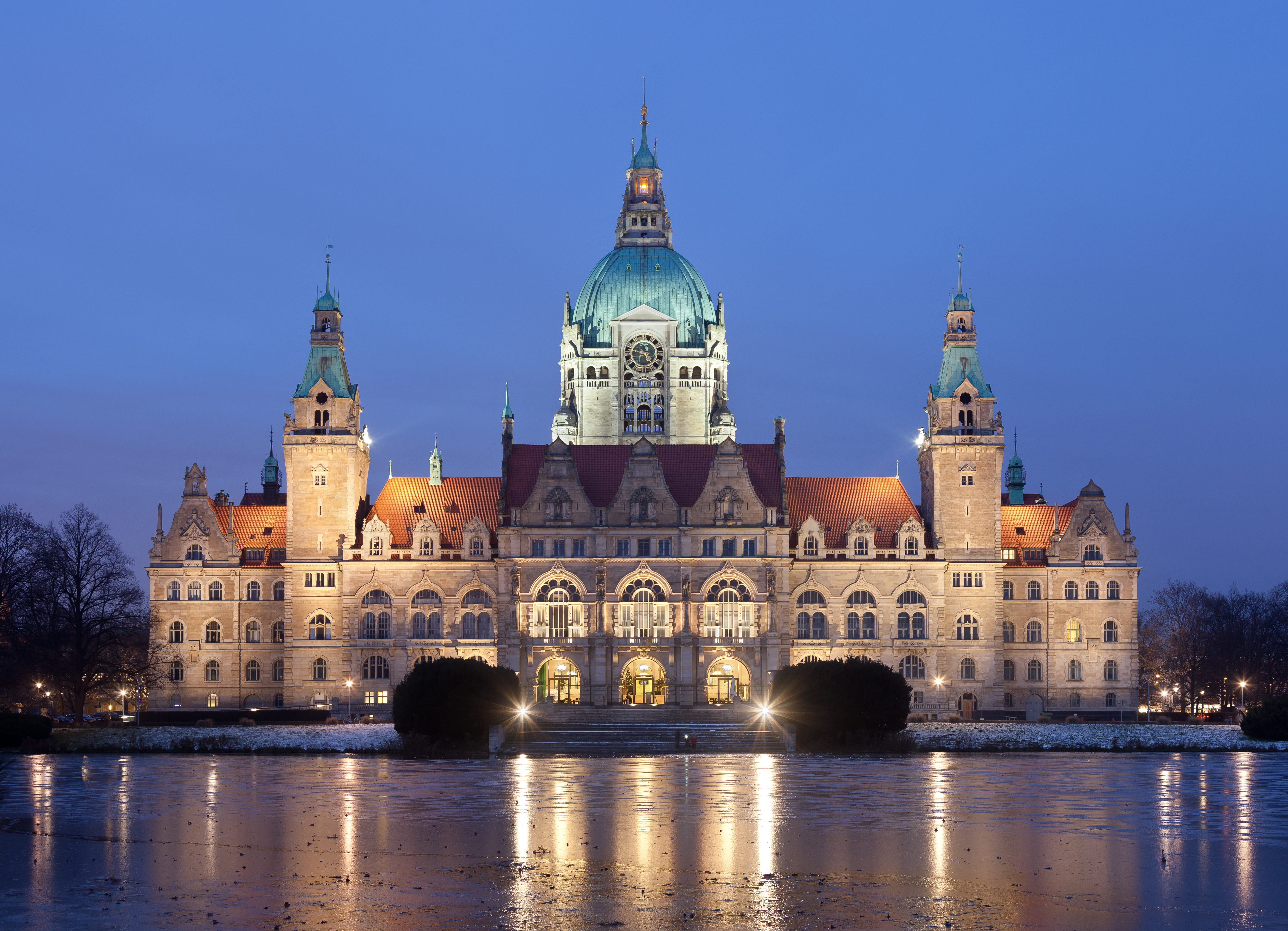
Ausgestaltung des Neuen Rathauses in Hannover

Das Unternehmen war am Innenausbau großer Gebäude beteiligt, darunter:

#### Städtische Gebäude
- das bis 1906 fertiggestellte ehemalige Stadtbauamt am Friedrichswall (im Zweiten Weltkrieg zerstört)[8][2]
- die 1911 bezogene Bismarckschule[9][2]
- das 1913 eingeweihte Neue Rathaus[10][2]
- die 1913 bezogene Oberrealschule am Clevertor[11][2]
- die 1913 fertiggestellte Stadthalle Hannover am Stadtpark[12][2]

#### Staatliche Hochbauten
- der ab 1909 mehrmals erweiterte Hauptbahnhof Hannover[13][2]
- der am 19. Juli 1913 begonnene Neubau der Oberpostdirektion Hannover an der Zeppelinstraße[14][2]
- andere Erweiterungsbauten der Post[2]

#### Bauten für den Einzelhandel
- Warenhaus der Rudolph Karstadt AG[2]
- Warenhaus für den Unternehmer Max Molling an der Seilwinderstraße[2][15]
- Kaufhaus Elsbach & Frank[2]
- das zeitweilig von der Firma Wilh. Boetticher betriebene Textilhaus I. G. von der Linde[16][2]

Mit dem Beginn des Ersten Weltkriegs waren Innenausbauten weniger gefragt, stattdessen erhielt Rexhausen überwiegend Aufträge des Deutschen Heeres, vor allem zum Bau von Militärfahrzeugen aller Art.

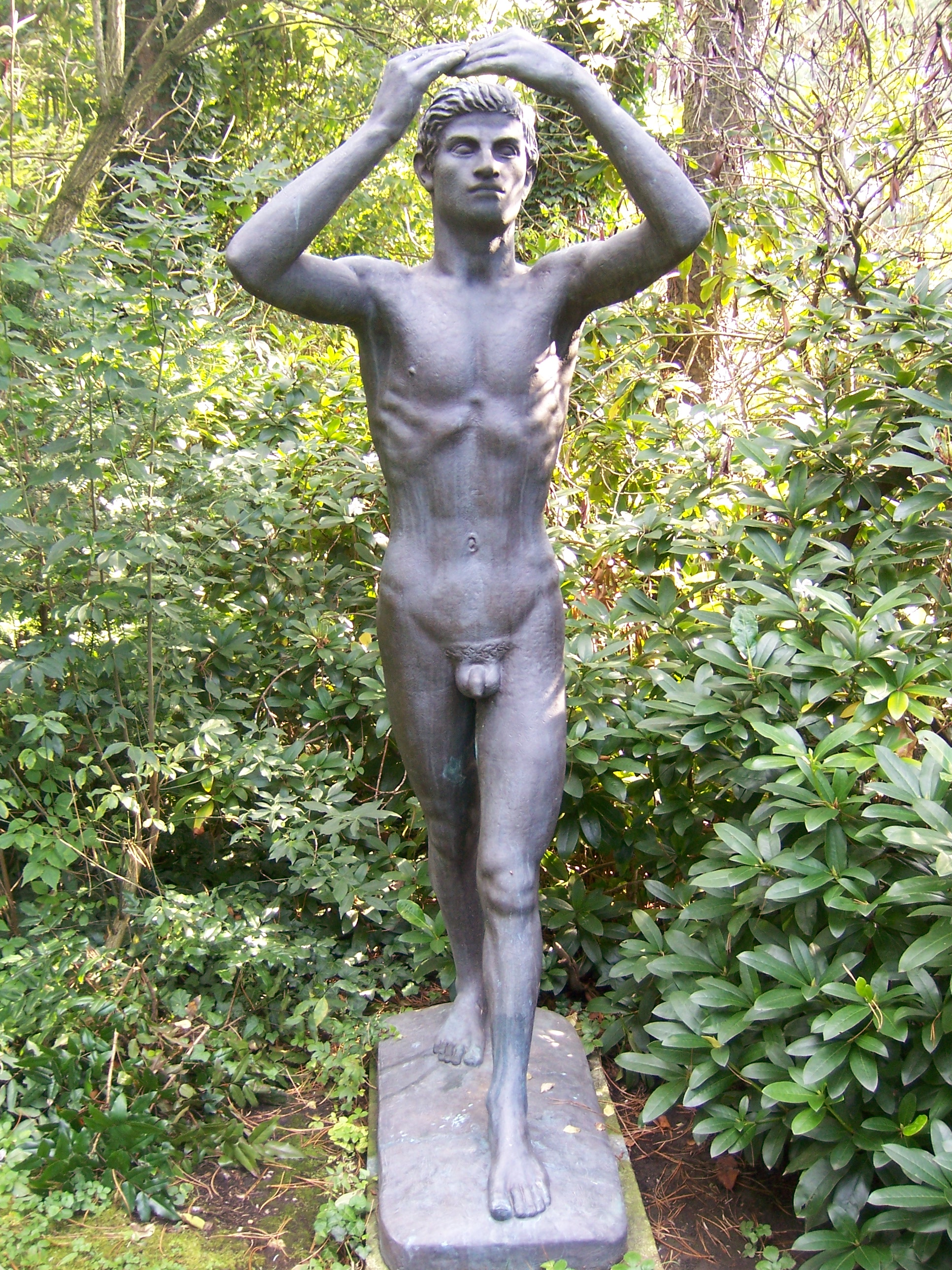
Schreitender Jüngling von Bernhard Hoetger, 1910
(gilt als verschollen, eine Nachbildung der Kulturstiftung Landkreis Osterholz in Worpswede war 2009 als Leihgabe auf dem Hermannshof)

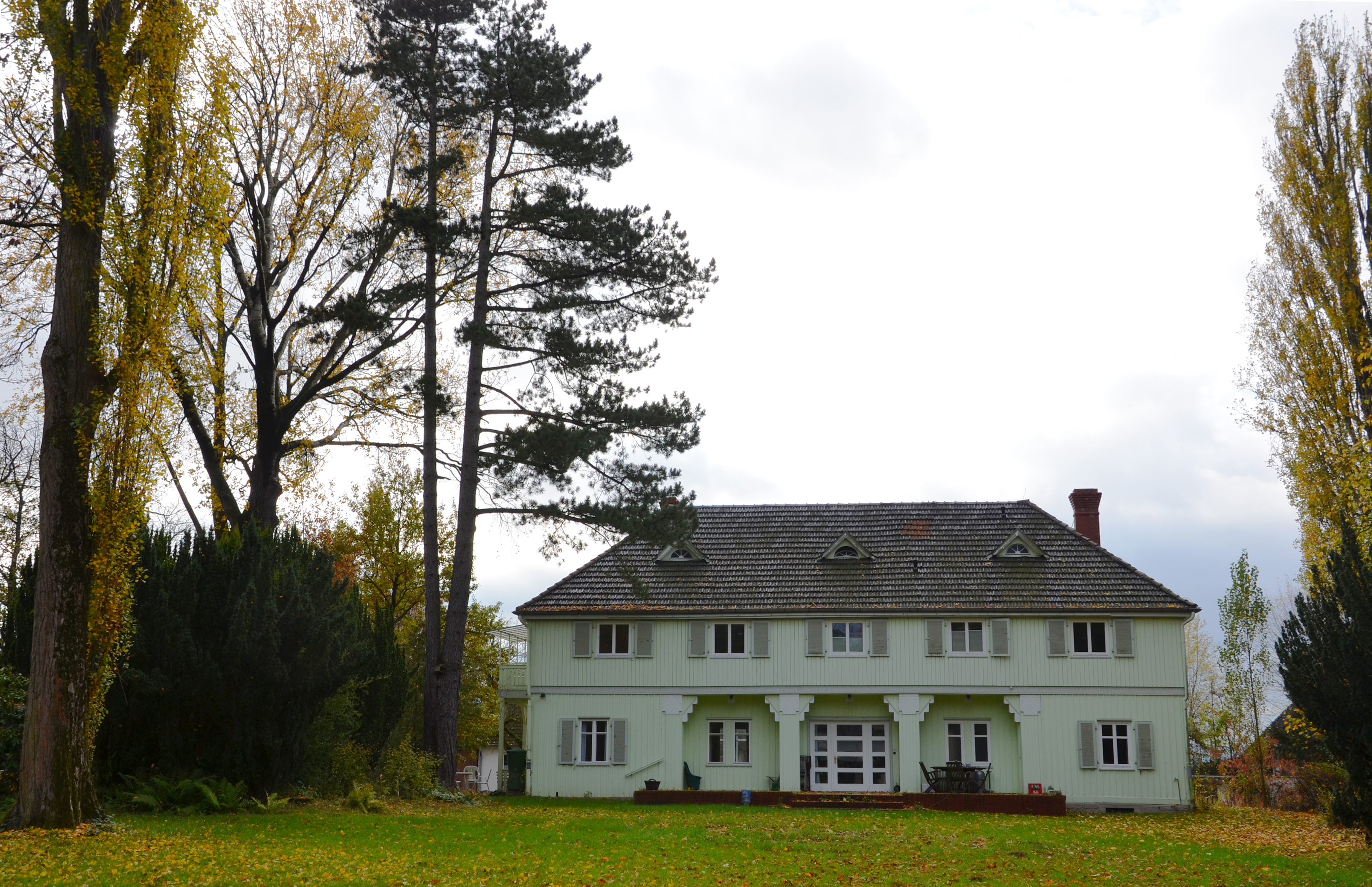
Das 1920 bezogene Sommerhaus der Familie Rexhausen, später Mädchenpensionat, gesehen von der Nordseite, heute Gästehaus des Hermannshofs

Die unternehmerischen Gewinne aus der Zeit vor und während des Weltkrieges waren anscheinend so groß, dass Hermann Rexhausen ab 1916 – noch mitten im Krieg – mit den Planungen für einen Sommersitz in Völksen begann. Ungeklärt ist, ob das bis 1920 fertiggestellte Anwesen, dessen Grundstück durch zwei ehemalige Steinbrüche geprägt war, einer der Gründe zur Wahl des Sommersitzes war, denn „der rauhe Stein [galt als] ein zentrales Symbol“ der Freimaurer, denen Rexhausen angehörte. Bis heute konnte auch noch nicht endgültig geklärt werden, ob das Wohngebäude des Landsitzes nach Plänen des Architekten Bernhard Hoetger errichtet wurde. Ein noch heute im Besitz der Familie Rexhausen befindliches, mit „Modell B. Hoetger“ beschriftetes Foto weist auf die persönliche Bekanntschaft mit Hoetger hin. Das dann tatsächlich realisierte Wohngebäude entspricht kaum dem fotografierten „Modell“, weist aber auffällige Parallelen auf mit dem von Hoetger in Worpswede 1914 umgestalteten Diedrichshof und dessen Gartenanlage.
Darüber hinaus existieren Fotografien mit Abbildungen von Mitgliedern der Familien Rexhausen und Hoetger
- von 1917 vor dem Tee-Pavillon auf dem Gelände; sowie später beschriftete
- „17. Juli 1920 zur Hermannshof-Weihe“, das unter anderem auch die 1910 von Hoetger in Paris geschaffene Skulptur Schreitender Jüngling zeigt, sowie
- „Picknick im Park. B. Hoetger mit Frau Lee. Nach dem Essen ein Tänzchen zum Grammophon. Sommer 1920“.[2]

Das Wohngebäude für den bis 1920 in Völksen für die Familie Rexhausen fertiggestellten Sommersitz bezieht sich mit seinem Zierband auf die drei Säulen der Freimaurerei, „Weisheit, Stärke, Schönheit“:

„Weisheit leite, Stärke schütze, Schönheit ziere unser Haus“

Auch der im Parkgelände aufgestellte Gedenkstein für den im Jahr des Höhepunktes der Deutschen Hyperinflation 1923 gestorbenen Unternehmer nimmt mit einer Inschrift, frei nach einem Gedicht von Otto Julius Bierbaum, Bezug auf die Schönheit:

„Und ich gehe mit Euch, die ich lieb hab, in den Schatten unseres Hauses, in den Garten voller Schönheit, in den Frieden.“

Nach dem Tode ihres Ehemanns, der im Alter von nur 57 Jahren an Herzinfarkt gestorben war, führte Hertha Rexhausen das Anwesen zunächst als Mädchenpensionat weiter, verkaufte den Grundbesitz aber nach dem frühen Tod ihrer Tochter Hanna 1929 an die Familie Adolf Hofmann in Hannover, wohin die Witwe dann verzog.